# Berend
Berend is een naam van Germaanse oorsprong met de betekenis sterk, moedig, dapper. 
Deze naam stamt op zijn beurt af van de Oudhoogduitse naam Bernhard, welke afgeleid is van de woorden "bero" (Bär) (betekenis: Beer) en "hart" (betekenis: sterk). 
Deze naam kan dan ook vertaald worden als "sterk als een beer".

## Bekende Nederlandse naamdragers
- Berend Boudewijn, presentator voor de KRO (bekend van onder andere de BB-kwis)
- Berend de Vries, politicus voor D'66
- Berend George Escher, geoloog
- Berend Hendrik Bentinck tot Buckhorst, orangist, militair en staatsman
- Berend Hendriks, beeldend kunstenaar
- Berend Jan Udink, politicus voor de CHU en topfunctionaris
- Berend-Jan van Voorst tot Voorst, politicus voor het CDA
- Berend J. Vonk, striptekenaar en kunstschilder
- Berend Ketel, schulte
- Berend Scholtens, voetballer
- Berend Slingenberg, burgemeester van Coevorden, lid van de Staten van Drenthe
- Berend van Hackfort, edelman en legeraanvoerder van het hertogdom Gelre
- Berend Veneberg, powerlifter en meerdere malen Sterkste Man van Nederland
- Berend Wichers, politicus voor de thorbeckianen
- Berend Hoekstra (politicus), politicus voor de VVD
- Berend Jager, architect
- Berend Reinders, architect
- Berend Willem Berenschot, ingenieur
- Berend Kunst, kunstschilder
- Berend Schoep, predikant
- Berend Tobia Boeyinga, architect
- Berend Willinge Kymmell, burgemeester van Peize
- Berend van Roijen, liberaal politicus

## Fictieve naamdragers
- Berend Botje, personage uit het kinderliedje Berend Botje ging uit varen
- Berend Brokkepap, personage uit Piet Piraat
- Berendien uut Wisp, typetje van het Nederlandse cabaretduo Van Kooten en De Bie